# Valentin Gheorghe
Valentin Gheorghe (n. 14 februarie 1997, Ploiești, România) este un fotbalist român, care joacă pe post de fundaș la Poli Iași în SuperLiga României. Pe plan internațional, are prezențe la națională pentru România U23⁠(d).
A fost inclus în lotul pentru Jocurile Olimpice de vară din 2020.

### FCSB
Pe 3 septembrie 2021, a semnat un contract pe cinci ani cu FCSB.  Nouă zile mai târziu, a marcat la debut în derby-ul cu Dinamo București, încheiat cu scorul de 6-0.

## Palmares
Afumați
- Liga a III-a: 2015–16

Astra Giurgiu
- Finalist al Cupei României: 2016-17, 2018-19, 2020-21